# Der letzte Held Amerikas
Der letzte Held Amerikas (The Last American Hero) ist ein US-amerikanisches Filmdrama von Lamont Johnson aus dem Jahr 1973.

## Handlung
Elroy Jackson junior hilft seinem Vater, der illegal Alkohol brennt. Sein Traumberuf ist der eines Rennfahrers.
Der Vater von Junior wird verhaftet. Junior startet mit einem alten Auto in einem Rennen. Er wird als Sportler erfolgreich, privat erlebt er jedoch eine unerfüllte Liebe. Auf ihn wird Druck ausgeübt, einem der starken Teams beizutreten. Um die Teilnahme an den Rennen finanzieren zu können, brennen Elroy Jackson junior und sein Bruder illegal Alkohol. Dies verärgert den Vater der beiden, der aus dem Gefängnis entlassen wird. Er ohrfeigt Junior und meint, seine Söhne hätten keine Ahnung über das Gefängnis – sie sollten nicht riskieren, dorthin zu kommen.
Junior startet für ein großes Team. Er gewinnt das Rennen und handelt mit dem Teambesitzer bessere finanzielle Bedingungen als zuvor aus.

## Kritiken
Die Zeitschrift Cinema schrieb, der Film beinhalte „intelligente Kritik am American Dream“.
Die Zeitschrift prisma schrieb, Jeff Bridges spiele in diesem Film „eine seiner besten Rollen“. Der Regisseur zeige „schonungslos“ „in diesem gelungenen Actionfilm, dass es doch nicht jeder vom Tellerwäscher zum Millionär bringen kann“.

## Hintergrund
Die Handlung beruht auf der wahren Lebensgeschichte des Rennfahrers Junior Johnson, der während der Dreharbeiten als Berater fungierte. Der Film wurde in North Carolina und in Virginia gedreht.
Der Titelsong zu dem Film ist I Got A Name, geschrieben von Charles Fox und gesungen von dem amerikanischen Songwriter Jim Croce. Erschienen ist er 1973 auf dem Album I got a name bei ABC Records.